# Pinjarra
Pinjarra – miasto w Australii, w stanie Australia Zachodnia.